# 沃努瓦
沃努瓦（法語：Venoy，法語發音：[vənwa]）是法国勃艮第-弗朗什-孔泰大区约讷省的一个市镇，位于该省中部，省会欧塞尔市区以东，属于欧塞尔区。

## 地理
沃努瓦（47°48'20"N, 3°38'13"E）面积22.74 平方千米，位于法国勃艮第-弗朗什-孔泰大區约讷省，该省份为法国中北部内陆省份，西接卢瓦雷省，西北接塞纳-马恩省，南至涅夫勒省，东临科多尔省，东北与奥布省接壤。
与沃努瓦接壤的市镇（或旧市镇、城区）包括：圣萨尔沃新城、凯讷、欧塞尔、贝讷、布莱尼勒卡罗、希特里。

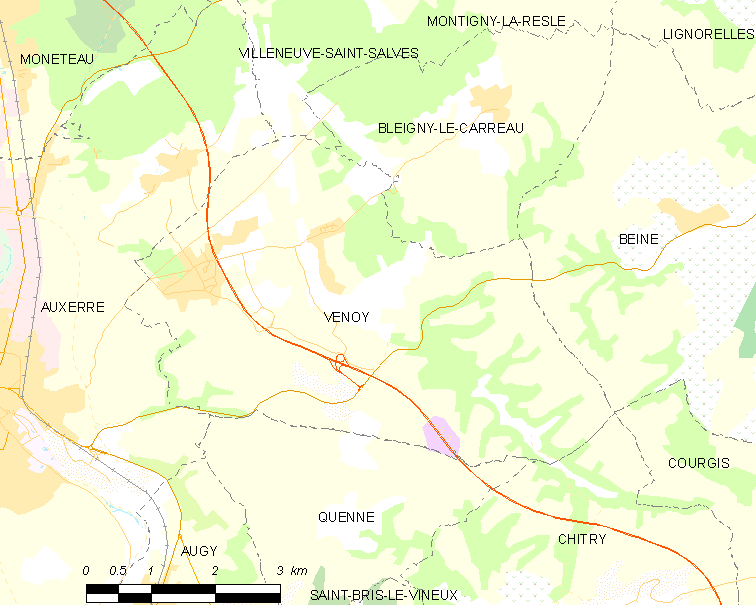
沃努瓦的OSM定位图

沃努瓦的时区为UTC+01:00、UTC+02:00（夏令时）。

## 行政
沃努瓦的邮政编码为89290，INSEE市镇编码为89438。

## 政治
沃努瓦所属的省级选区为欧塞尔第三县。

## 人口

1962-2008年间沃努瓦人口变化图示

沃努瓦于2022年1月1日时的人口数量为1747人。